# Ковтунівка (Яблунівська сільська громада)
Ковтуні́вка — село в Україні, у Прилуцькому районі Чернігівської області. Населення становить 504 осіб. Входить до складу Яблунівської сільської громади.

## Історія
Село входило до Прилуцької сотні Прилуцького полку, а з 1781 року Пирятинського повіту Київського намісництва
У селі у 1782-1843 роках була Варваринська церква
Найдавніше знаходження на мапах 1812 рік
У 1862 році у селі володарському та козачому Ковтуні́вка була церква та 141 двор де жило 1216 осіб
У 1911 році у селі Ковтуні́вка була Різдва Пресвятої Богородиці церква , земська та церковно-парафіївська школи та жило 2341 особа
До 2020 року орган місцевого самоврядування — Ковтунівська сільська рада.

## Політика

### Парламентські вибори, 2019
На позачергових парламентських виборах 2019 року у селі функціонувала окрема виборча дільниця № 740602, розташована у приміщенні сільської ради.
Результати
- зареєстровано 287 виборців, явка 60,28%, найбільше голосів віддано за «Слугу народу» — 31,58%, за Всеукраїнське об'єднання «Батьківщина» — 26,90%, за Радикальну партію Олега Ляшка — 15,79%[7]. В одномандатному окрузі найбільше голосів отримав Сергій Коровченко (самовисування) — 43,11%, за Дмитра Пахомова (Слуга народу) — 11,38%, за Олега Дмитренка (самовисування) і Олену Шинкаренко (Радикальна партія Олега Ляшка) — по 8,38%[8].

## Населення

### Мова
Розподіл населення за рідною мовою за даними перепису 2001 року:
| Мова            | Кількість | Відсоток |
| --------------- | --------- | -------- |
| українська      | 479       | 95.04%   |
| російська       | 20        | 3.97%    |
| румунська       | 1         | 0.20%    |
| інші/не вказали | 4         | 0.79%    |
| Усього          | 504       | 100%     |

## Постаті
- Задорожній Віктор Володимирович (1978—2015) — молодший сержант Збройних сил України, учасник російсько-української війни[10].